# سیارک ۵۰۰۷
سیارک ۵۰۰۷ (به انگلیسی: 5007 Keay، نامگذاری:1990UH2) پنج هزار و هفتمین سیارک کشف شده‌است که در ۲۰ اکتبر ۱۹۹۰ کشف شد.
قدر مطلق سیارک برابر ۱۳٫۴۰ است.